# Albertus Jacobus Duymaer van Twist (1775-1820)
Albertus Jacobus Duymaer van Twist (Puttershoek, 3 januari 1775 - Groningen, 27 november 1820) was een Nederlands jurist.
Duymaer van Twist, zoon van predikant Jan Duymaer van Twist en diens echtgenote Anna Lamberta Graadt, studeerde rechten aan de Universiteit Leiden van 1792 tot 1796; in dat laatste jaar promoveerde hij daar bij Dionysius Godefridus van der Keessel op het proefschrift De mulieris in repetenda dote inter caeteros mariti creditores privilegio, ejusque usu in foro Hollandico. Na zijn studie was hij kortstondig werkzaam als advocaat te Den Haag, maar in 1797 werd hij benoemd tot hoogleraar aan het Athenaeum Illustre te Deventer. Een beroeping tot hoogleraar aan de Universiteit van Harderwijk in 1801 sloeg hij af; het jaar daarop werd hij echter benoemd tot hoogleraar Romeins recht aan de Rijkshoogeschool te Groningen , een benoeming die hij aanvaardde met de oratie De Sapiente legislatore civili.
Samen met Frederik Adolf van der Marck en Seerp Gratama kwam hij op voor de zelfstandige rol van het oud-vaderlandse recht in het onderwijs en de wetenschap; tot die tijd was vooral het Romeinse recht onderwerp van de studie. In het jaar 1808-1809 was hij Rector magnificus van de Rijkshoogeschool Groningen; in zijn afscheidsrede als rector, getiteld Oratio de iis, ad quae Codicis Napoleontei Hollandi doctor, ad saluberrimum regis, hunc perferentis, consilium sua docendi ratione adiuvandum inprimis attendat, betoogde hij dat het Wetboek Napoleon, ingerigt voor het Koningrijk Holland een belangrijke bron voor de studie van het recht vormde. 
Duymaer van Twist trouwde op 1 juli 1800 te Deventer met Judith van Loghem. Zijn zoon Albertus Jacobus Duymaer van Twist (1809-1887) was onder andere voorzitter van de Tweede Kamer en gouverneur-generaal van Nederlands-Indië.